# Katschtal
Katschtal är en dal i Österrike.   Den ligger i förbundslandet Kärnten, i den centrala delen av landet, 250 km sydväst om huvudstaden Wien.
I omgivningarna runt Katschtal växer i huvudsak blandskog. Runt Katschtal är det ganska glesbefolkat, med 29 invånare per kvadratkilometer.